# Rallye de Suède 2023
Le Rallye de Suède 2023 est la soixante-dixième édition du Rallye de Suède et la deuxième manche du championnat du monde des rallyes 2023 pour les catégories WRC, WRC-2 et WRC-3, mais la première pour le championnat du monde des rallyes junior. Il se déroule sur quatre jours entre le 9 et le 12 février 2023. L’épreuve 2023 sera basée à Umeå, Comté de Västerbotten et se composera de dix-huit spéciales, couvrant une distance de compétition totale de 302,52 km.
Kalle Rovanperä et Jonne Halttunen sont les tenants du titre avec l'équipe Toyota Gazoo Racing WRT. Andreas Mikkelsen et Torstein Eriksen sont les vainqueurs en titre dans la catégorie WRC-2 tandis que Lauri Joona et Mikael Korhonen le sont dans la catégorie WRC-3.

## Engagés
Les équipages suivants sont engagés dans le rallye. L’événement est ouvert aux équipages participant au Championnat du Monde des Rallyes, à ses catégories de soutien, au Championnat du Monde des Rallyes-2, au Championnat du Monde des Rallyes-3 et au Championnat du monde des rallyes junior, ainsi qu'aux concurrents privés qui ne sont pas enregistrés pour marquer des points dans aucun championnat. Neuf équipages Rally1 doivent participer au Championnat du Monde des Rallyes, vingt-cinq équipages Rally2 au WRC-2, 10 équipages rally3 au WRC-3 et 9 équipages au J-WRC.

### WRC
| No. | Pilote              | Copilote         | Équipe                  | Voiture                | Éligible | Pneus |
| --- | ------------------- | ---------------- | ----------------------- | ---------------------- | -------- | ----- |
| 4   | Esapekka Lappi      | Janne Ferm       | Hyundai Shell Mobis WRT | Hyundai i20 N Rally1   | WRC      | P     |
| 7   | Pierre-Louis Loubet | Nicolas Gilsoul  | M-Sport Ford WRT        | Ford Puma Rally1       | WRC      | P     |
| 8   | Ott Tänak           | Martin Järveoja  | M-Sport Ford WRT        | Ford Puma Rally1       | WRC      | P     |
| 11  | Thierry Neuville    | Martijn Wydaeghe | Hyundai Shell Mobis WRT | Hyundai i20 N Rally1   | WRC      | P     |
| 18  | Takamoto Katsuta    | Aaron Johnston   | Toyota Gazoo Racing WRT | Toyota GR Yaris Rally1 | WRC      | P     |
| 33  | Elfyn Evans         | Scott Martin     | Toyota Gazoo Racing WRT | Toyota GR Yaris Rally1 | WRC      | P     |
| 37  | Lorenzo Bertelli    | Simone Scattolin | Toyota Gazoo Racing WRT | Toyota GR Yaris Rally1 | WRC      | P     |
| 42  | Craig Breen         | James Fulton     | Hyundai Shell Mobis WRT | Hyundai i20 N Rally1   | WRC      | P     |
| 69  | Kalle Rovanperä     | Jonne Halttunen  | Toyota Gazoo Racing WRT | Toyota GR Yaris Rally1 | WRC      | P     |

### WRC-2
| No. | Pilote              | Copilote               | Équipe               | Voiture                | Éligible | Pneus |
| --- | ------------------- | ---------------------- | -------------------- | ---------------------- | -------- | ----- |
| 20  | Oliver Solberg      | Elliott Edmondson      | Oliver Solberg       | Škoda Fabia RS Rally2  | WRC-2    | P     |
| 21  | Ole Christian Veiby | Torstein Eriksen       | Ole Christian Veiby  | Volkswagen Polo GTI R5 | WRC-2    | P     |
| 22  | Emil Lindholm       | Reeta Hämäläinen       | Toksport WRT         | Škoda Fabia RS Rally2  | WRC-2    | P     |
| 23  | Teemu Suninen       | Mikko Markkula         | Hyundai Motorsport N | Hyundai i20 N Rally2   | WRC-2    | P     |
| 24  | Jari Huttunen       | Antti Linnaketo        | Jari Huttunen        | Škoda Fabia R5 (en)    | WRC-2    | P     |
| 25  | Georg Linnamäe      | James Morgan           | Georg Linnamäe       | Hyundai i20 N Rally2   | WRC-2    | P     |
| 26  | Egon Kaur           | Jakko Viilo            | Egon Kaur            | Škoda Fabia Rally2 evo | WRC-2    | P     |
| 27  | Nikolay Gryazin     | Konstantin Aleksandrov | Toksport WRT 2       | Škoda Fabia RS Rally2  | WRC-2    | P     |
| 28  | Sami Pajari         | Enni Mälkönen          | Toksport WRT         | Škoda Fabia RS Rally2  | WRC-2    | P     |
| 29  | Robert Virves       | Hugo Magalhães         | M-Sport Ford WRT     | Ford Fiesta Rally2     | WRC-2    | P     |
| 30  | Lauri Joona         | Tuukka Shemeikka       | Lauri Joona          | Škoda Fabia Rally2 evo | WRC-2    | P     |
| 31  | Marco Bulacia       | Diego Vallejo          | Toksport WRT 2       | Škoda Fabia RS Rally2  | WRC-2    | P     |
| 32  | Bruno Bulacia       | Axel Coronado Jiménez  | Marco Bulacia        | Škoda Fabia Rally2 evo | WRC-2    | P     |
| 34  | Fabrizio Zaldivar   | Marcelo Der Ohannesian | Hyundai Motorsport N | Hyundai i20 N Rally2   | WRC-2    | P     |
| 35  | Rakan Al-Rashed     | Dale Moscatt           | Rakan Al-Rashed      | Škoda Fabia RS Rally2  | WRC-2    | P     |
| 36  | Michał Sołowow      | Maciej Baran           | Michał Sołowow       | Škoda Fabia RS Rally2  | WRC-2    | P     |

| Clé   | Clé                                                                             |
| Icône | Classe                                                                          |
| ----- | ------------------------------------------------------------------------------- |
| WRC   | Engagés éligibles pour marquer des points au championnat constructeurs WRC      |
| WRC   | Engagés majeurs inéligibles pour marquer des points au classement constructeurs |
| WRC-2 | Enregistrés pour marquer des points dans le championnat WRC-2                   |

## Calendrier et déroulement des spéciales
| Date       | N°   | Départ           | Épreuve Spéciale            | Distance                    | Vainqueur E.S.              | Temps                       | Leader au général |
| ---------- | ---- | ---------------- | --------------------------- | --------------------------- | --------------------------- | --------------------------- | ----------------- |
| 9 février  | --   | À partir de 9:01 | Håkmark (Shakedown)         | 5.47 km                     | Kalle Rovanperä             | 2:50.9                      | --                |
| 9 février  |      | After 18:30      | Cérémonie d'ouverture, Umeå | Cérémonie d'ouverture, Umeå | Cérémonie d'ouverture, Umeå | Cérémonie d'ouverture, Umeå | --                |
| 9 février  | SS1  | After 19:05      | Umeå Sprint 1               | 5.38 km                     | Kalle Rovanperä             | 3:23.3                      | Kalle Rovanperä   |
| 10 février | SS2  | After 8:30       | Brattby 1                   | 10.76 km                    | Craig Breen                 | 6:24.8                      | Ott Tänak         |
| 10 février | SS3  | After 9:31       | Brattby 1                   | 14.23 km                    | Kalle Rovanperä             | 6:28.3                      | Ott Tänak         |
| 10 février | SS4  | After 11:03      | Botsmark 1                  | 25.76 km                    | Takamoto Katsuta            | 12:00.0                     | Ott Tänak         |
| 10 février |      | 12:58 – 13:43    | Regroupement, Umeå          | Regroupement, Umeå          | Regroupement, Umeå          | Regroupement, Umeå          | Ott Tänak         |
| 10 février |      | 13:43 – 14:13    | Flexi assistance A, Umeå    | Flexi assistance A, Umeå    | Flexi assistance A, Umeå    | Flexi assistance A, Umeå    | Ott Tänak         |
| 10 février | SS5  | After 14:53      | Brattby 2                   | 10.76 km                    | Craig Breen                 | 6:25.1                      | Craig Breen       |
| 10 février | SS6  | After 15:54      | Brattby 2                   | 14.23 km                    | Craig Breen                 | 6:35.0                      | Craig Breen       |
| 10 février | SS7  | After 17:26      | Botsmark 2                  | 25.76 km                    | Ott Tänak                   | 12:02.3                     | Craig Breen       |
| 10 février | SS8  | After 19:05      | Umeå Sprint 2               | 5.38 km                     | Kalle Rovanperä             | 3:28.1                      | Craig Breen       |
| 10 février |      | 19:45 – 20:45    | Flexi assistance B, Umeå    | Flexi assistance B, Umeå    | Flexi assistance B, Umeå    | Flexi assistance B, Umeå    | Craig Breen       |
| 11 février | SS9  | After 8:05       | Norrby 1                    | 12.54 km                    | Thierry Neuville            | 5:20.2                      | Craig Breen       |
| 11 février | SS10 | After 9:00       | Kamsjön 1                   | 27.81 km                    | Craig Breen                 | 12:11.5                     | Craig Breen       |
| 11 février | SS11 | After 10:37      | Kamsjön 1                   | 17.28 km                    | Kalle Rovanperä             | 8:07.0                      | Craig Breen       |
| 11 février |      | 11:50 – 12:35    | Regroupement, Umeå          | Regroupement, Umeå          | Regroupement, Umeå          | Regroupement, Umeå          | Craig Breen       |
| 11 février |      | 12:35 – 13:05    | Flexi assistance C, Umeå    | Flexi assistance C, Umeå    | Flexi assistance C, Umeå    | Flexi assistance C, Umeå    | Craig Breen       |
| 11 février | SS12 | After 14:05      | Norrby 2                    | 12.54 km                    | Kalle Rovanperä             | 5:23.6                      | Craig Breen       |
| 11 février | SS13 | After 15:00      | Kamsjön 2                   | 27.81 km                    | Thierry Neuville            | 12:10.0                     | Craig Breen       |
| 11 février | SS14 | After 16:37      | Kamsjön 2                   | 17.28 km                    | Thierry Neuville            | 8:21.8                      | Ott Tänak         |
| 11 février | SS15 | After 18:05      | Umeå 1                      | 11.02 km                    | Thierry Neuville            | 5:49.2                      | Ott Tänak         |
| 11 février |      | 18:52 – 19:52    | Flexi assistance D, Umeå    | Flexi assistance D, Umeå    | Flexi assistance D, Umeå    | Flexi assistance D, Umeå    | Ott Tänak         |
| 12 février | SS16 | After 7:05       | Västervik 1                 | 26.48 km                    | Kalle Rovanperä             | 12:41.0                     | Ott Tänak         |
| 12 février |      | 8:10 – 8:50      | Regroupement, Umeå          | Regroupement, Umeå          | Regroupement, Umeå          | Regroupement, Umeå          | Ott Tänak         |
| 12 février |      | 8:50 – 9:05      | Flexi assistance E, Umeå    | Flexi assistance E, Umeå    | Flexi assistance E, Umeå    | Flexi assistance E, Umeå    | Ott Tänak         |
| 12 février | SS17 | After 10:05      | Västervik 2                 | 26.48 km                    | Thierry Neuville            | 12:37.0                     | Ott Tänak         |
| 12 février |      | 11:10 – 12:00    | Regroupement, Umeå          | Regroupement, Umeå          | Regroupement, Umeå          | Regroupement, Umeå          | Ott Tänak         |
| 12 février | SS18 | After 12:18      | Umeå 2 (Super Spéciale)     | 11.02 km                    | Esapekka Lappi              | 5:42.0                      | Ott Tänak         |
| 12 février |      | After 13:30      | Podium, Umeå                | Podium, Umeå                | Podium, Umeå                | Podium, Umeå                | Ott Tänak         |
| Source:    |      |                  |                             |                             |                             |                             |                   |

### Super Spéciale
E.S. 18: Umeå 2, distance 11,02 km

La Super Spéciale est la dernière spéciale du rallye. Des points supplémentaires au Championnat du Monde sont attribués aux cinq plus rapides des championnats WRC et WRC-2.
| Pos. | Catégoríe | Pilote          | Copilote        | Voiture                | Équipe                  | Temps  | Points |
| ---- | --------- | --------------- | --------------- | ---------------------- | ----------------------- | ------ | ------ |
| 1    | WRC       | Esapekka Lappi  | Janne Ferm      | Hyundai i20 N Rally1   | Hyundai Shell Mobis WRT | 5:42.0 | 5      |
| 2    | WRC       | Elfyn Evans     | Scott Martin    | Toyota GR Yaris Rally1 | Toyota Gazoo Racing WRT | +0.6   | 4      |
| 3    | WRC       | Kalle Rovanperä | Jonne Halttunen | Toyota GR Yaris Rally1 | Toyota Gazoo Racing WRT | +0.7   | 3      |
| 4    | WRC       | Ott Tänak       | Martin Järveoja | Ford Puma Rally1       | M-Sport Ford WRT        | +0.7   | 2      |
| 5    | WRC       | Craig Breen     | James Fulton    | Hyundai i20 N Rally1   | Hyundai Shell Mobis WRT | +0.9   | 1      |

## Classement final et attribution des points
Points attribués aux championnats du monde des rallyes WRC et WRC-2 en fonction du classement final, à additionner à ceux de la Super Spéciale.
| Championnat du Monde des Rallyes WRC   | Championnat du Monde des Rallyes WRC | Championnat du Monde des Rallyes WRC | Championnat du Monde des Rallyes WRC | Championnat du Monde des Rallyes WRC | Championnat du Monde des Rallyes WRC | Championnat du Monde des Rallyes WRC | Championnat du Monde des Rallyes WRC | Championnat du Monde des Rallyes WRC |
| Pos.                                   | Catégoríe                            | Pilote                               | Copilote                             | Voiture                              | Équipe/Engagé                        | Pneus                                | Temps                                | Points                               |
| -------------------------------------- | ------------------------------------ | ------------------------------------ | ------------------------------------ | ------------------------------------ | ------------------------------------ | ------------------------------------ | ------------------------------------ | ------------------------------------ |
| 1                                      | WRC                                  | Ott Tänak                            | Martin Järveoja                      | Ford Puma Rally1                     | M-Sport Ford WRT                     | P                                    | 2:25:54.5                            | 25                                   |
| 2                                      | WRC                                  | Craig Breen                          | James Fulton                         | Hyundai i20 N Rally1                 | Hyundai Shell Mobis WRT              | P                                    | +18.7                                | 18                                   |
| 3                                      | WRC                                  | Thierry Neuville                     | Martijn Wydaeghe                     | Hyundai i20 N Rally1                 | Hyundai Shell Mobis WRT              | P                                    | +20.0                                | 15                                   |
| 4                                      | WRC                                  | Kalle Rovanperä                      | Jonne Halttunen                      | Toyota GR Yaris Rally1               | Toyota Gazoo Racing WRT              | P                                    | +25.1                                | 12                                   |
| 5                                      | WRC                                  | Elfyn Evans                          | Scott Martin                         | Toyota GR Yaris Rally1               | Toyota Gazoo Racing WRT              | P                                    | +1:24.0                              | 10                                   |
| 6                                      | WRC                                  | Pierre-Louis Loubet                  | Nicolas Gilsoul                      | Ford Puma Rally1                     | M-Sport Ford WRT                     | P                                    | +5:59.0                              | 8                                    |
| 7                                      | WRC                                  | Esapekka Lappi                       | Janne Ferm                           | Hyundai i20 N Rally1                 | Hyundai Shell Mobis WRT              | P                                    | +7:42.4                              | 6                                    |
| 8                                      | WRC-2                                | Oliver Solberg                       | Elliott Edmondson                    | Škoda Fabia RS Rally2                | Oliver Solberg                       | P                                    | +7:48.1                              | 4                                    |
| 9                                      | WRC-2                                | Ole Christian Veiby                  | Torstein Eriksen                     | Volkswagen Polo GTI R5               | Ole Christian Veiby                  | P                                    | +8:30.4                              | 2                                    |
| 10                                     | WRC-2                                | Sami Pajari                          | Enni Mälkönen                        | Škoda Fabia RS Rally2                | Toksport WRT                         | P                                    | +9:03.2                              | 1                                    |
| Championnat du Monde des Rallyes WRC-2 |                                      |                                      |                                      |                                      |                                      |                                      |                                      |                                      |
| 1 (8.)                                 | WRC-2                                | Oliver Solberg                       | Elliott Edmondson                    | Škoda Fabia RS Rally2                | Oliver Solberg                       | P                                    | 2:33:42.6                            | 25                                   |
| 2 (9.)                                 | WRC-2                                | Ole Christian Veiby                  | Torstein Eriksen                     | Volkswagen Polo GTI R5               | Ole Christian Veiby                  | P                                    | +42.3                                | 18                                   |
| 3 (10.)                                | WRC-2                                | Sami Pajari                          | Enni Mälkönen                        | Škoda Fabia RS Rally2                | Toksport WRT                         | P                                    | +1:15.1                              | 15                                   |
| 4 (12.)                                | WRC-2                                | Georg Linnamäe                       | James Morgan                         | Hyundai i20 N Rally2                 | Georg Linnamäe                       | P                                    | +2:21.1                              | 12                                   |
| 5 (13.)                                | WRC-2                                | Marco Bulacia                        | Diego Vallejo                        | Škoda Fabia RS Rally2                | Toksport WRT 2                       | P                                    | +2:41.5                              | 10                                   |
| 6 (15.)                                | WRC-2                                | Teemu Suninen                        | Mikko Markkula                       | Hyundai i20 N Rally2                 | Hyundai Motorsport N                 | P                                    | +2:48.0                              | 8                                    |
| 7 (16.)                                | WRC-2                                | Emil Lindholm                        | Reeta Hämäläinen                     | Škoda Fabia RS Rally2                | Toksport WRT                         | P                                    | +3:01.5                              | 6                                    |
| 8 (17.)                                | WRC-2                                | Lauri Joona                          | Tuukka Shemeikka                     | Škoda Fabia Rally2 evo               | Lauri Joona                          | P                                    | +3:10.6                              | 4                                    |
| 9 (18.)                                | WRC-2                                | Robert Virves                        | Hugo Magalhães                       | Ford Fiesta Rally2                   | M-Sport Ford WRT                     | P                                    | +4:33.0                              | 2                                    |
| 10 (19.)                               | WRC-2                                | Bruno Bulacia                        | Axel Coronado                        | Škoda Fabia Rally2 evo               | Bruno Bulacia                        | P                                    | +4:35.3                              | 1                                    |